# Diva (gruppo musicale)
Le Diva (디바) sono un gruppo femminile sudcoreano, che ha goduto di un discreto successo fino all'abbandono della cantante Chae Rina. Con soli tre membri rimasti, il gruppo non ha mantenuto il medesimo livello di popolarità, ed il loro ultimo album Only Diva, preceduto dal singolo 웃어요 (Laugh), non ha raggiunto posizioni rilevanti nelle classifiche.

## Formazione
- Kim Ji Ni
- Lee Min Kyung
- Vicky

### Ex componenti
- Chae Ri Na

## Discografia

### Album in studio
1. Funky Diva, 1997
2. Snappy Diva's Second Album, 1998
3. MILLENNIUM, 1999
4. Naughty, 2000
5. 딱이야, 2001
6. Luxury Diva, settembre 2002
7. Renaissance, gennaio 2004
8. Only Diva, settembre 2005

### Raccolte
- DIVA Dream, 1999
- Diva Best [Best World+Special Non-Stop], June 2003